# Kárpáti Piroska
Kárpáti Piroska kitalált személy. A trianoni békediktátummal összefüggő legendák szerint székely tanítónő volt, akit az Üzenet Erdélyből című verse miatt a román hatóságok Aradon 1920. július 26-án felakasztottak.

## Valóságos története
Az Üzenet Erdélyből című vers valójában a zsidó származású Tábori Piroska alkotása, amely elsőként a Magyarország című napilap 1919. december 7-i számában jelent meg. Viszonylag hamar, már a következő évben elterjedt a versért kivégzett székelyföldi tanítónő legendája, amely annak ellenére gyökeresedett meg, hogy a valódi szerző több sajtónyilatkozatot tett a költemény keletkezéséről, külön verset is szentelve a témának.